# Maine (New York)
Pour les articles homonymes, voir Maine.
Maine est une ville du comté de Broome dans l'état de New York.
Sa population était de 5 377 habitants en 2010.
L'Aéroport du grand Binghamton se trouve à proximité de la ville.